# Бобрицкий, Дмитрий Петрович
Дмитрий Петрович Бобрицкий (1932—1982) — генеральный директор ПГО «Сосновгеология», лауреат Государственной премии СССР 1981 года.
В декабре 1954 г. окончил горный факультет Иркутского горно-металлургического института по кафедре «геофизические методы разведки».
С 1959 г. главный геофизик, с 1972 г. начальник Сосновской экспедиции. С 1979 г. — первый генеральный директор ПГО «Сосновгеология».
В 1982 г. застрелился из пистолета в тире спортивного комплекса.
Лауреат Государственной премии СССР (1981) — за создание ураново-рудной минерально-сырьевой базы Приаргунского горно-химического комбината, в составе коллектива: Дмитрий Петрович Бобрицкий, Николай Степанович Зонтов, Михаил Владимирович Шумилин, Очир Николаевич Шанюшкин, Вячеслав Александрович Солодовников, Владимир Антонович Шлейдер, Ревир Григорьевич Карманов, Виктор Иванович Пулин, Пётр Петрович Дрижд, Сагит Хадыевич Хамидуллин, Лидия Амосовна Орлова, Виталий Евгеньевич Вишняков.
Сочинения:
- Бобрицкий Д. П., Пальшин И. Г. и Филипченко Ю. А. Применение глубинных методов при поисках погребенных ореолов рассеяния и детальном геологическом картировании. — Изв. Забайкал. фил. Геогр. о-ва СССР, т, 4, вып. 9, с. 41—46, илл,
- О распределении урана и тория на одном из комплексных гидротермальных месторождений. — Тр. Иркут. политехн. ин-та, вып. 42, сер. геол., с. 154—161, илл. Авт.: М. С. Макаров, Д. П. Бобрицкий, В. Я. Киселев и В. А. Солодовников.
- Бобрицкий Д. П., Иванников В. Н., Мельник Б. А. Опыт применения плужной гамма-съемки в районе степной зоны. — Разв. и охрана недр, 1970, № 3.
- Бобрицкий Д. П., Кузнецов М. П., Лели А. Г. Новый метод интерпретации гамма-каротажных диаграмм с помощью цифровой вычислительной машины.— «Изв. вузов. Геология и разведка», 1969, № 3, с. 140—145